# Bastien Vivès

Bastien Vivès es un historietista francés, nacido en 1984.

## Biografía

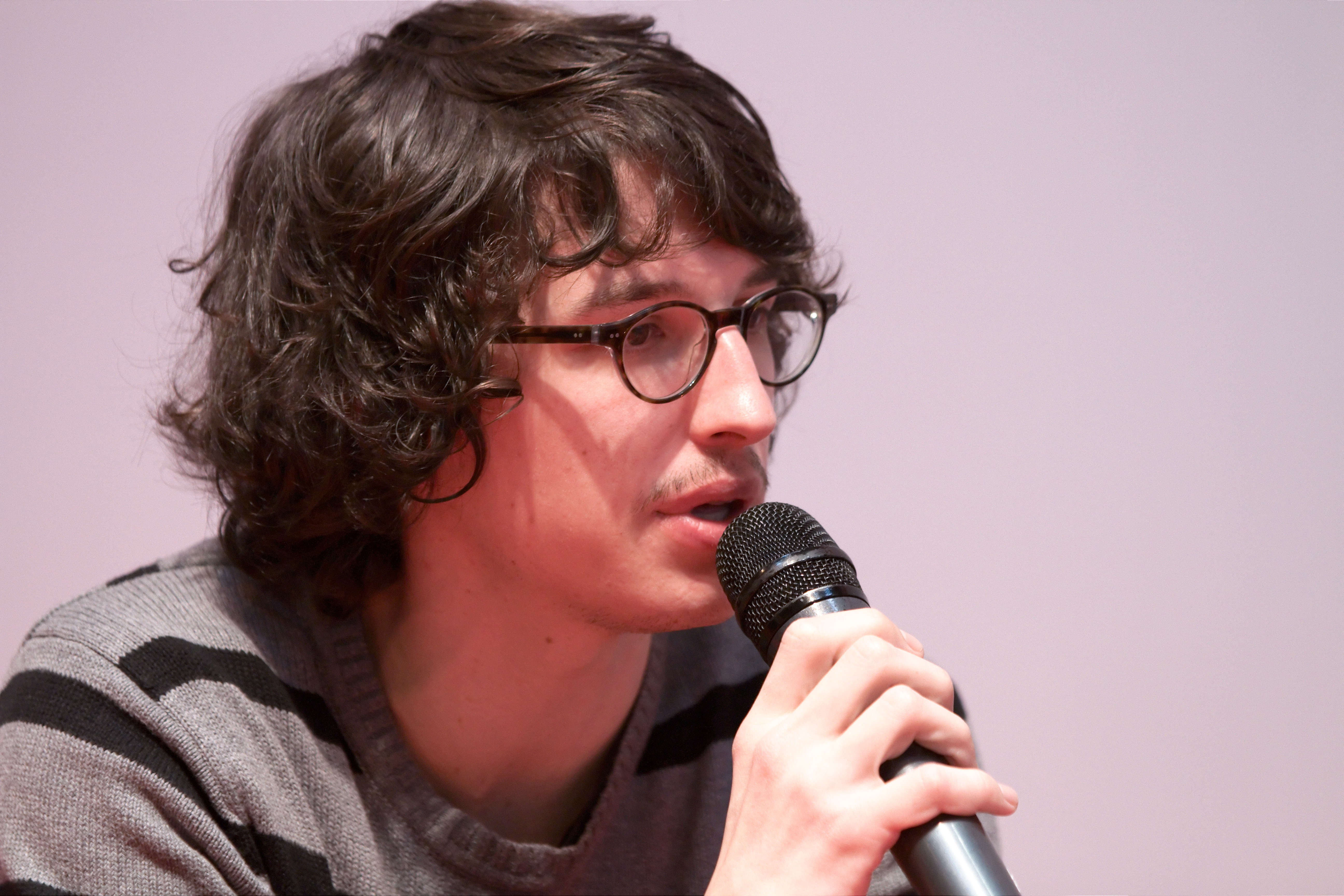
Durante el Salón del Libro de París en marzo de 2010

Prosiguió sus estudios en la Escuela Técnica de Diseño, después de tres años en la Escuela Superior de Artes Gráficas en París y finalmente en Gobelin, también en París, donde estudió cine de animación.
Con 25 años, en enero de 2009, fue reconocido con el premio Essentiel Révélation del Festival de Angulema por su álbum El gusto del cloro.
Desde el 1 de marzo de 2010, participa en la serie en línea Les Autres Gens escrita por Thomas Cadène.

## Obra
| Título                              | Fecha   | Autoría                                           | Publicación                       | Notas                                           |
| ----------------------------------- | ------- | ------------------------------------------------- | --------------------------------- | ----------------------------------------------- |
| Poungi la racaille                  | 2006    |                                                   | Éditions Danger Public            | Bajo el seudónimo Bastien Chanmax               |
| Elle(s)                             | 2007    |                                                   | Editions KSTЯ                     |                                                 |
| Hollywood Jan                       | 2008    | Michaël Sanlaville                                | Éditions KSTЯ                     |                                                 |
| Le goût du chlore                   | 2008    |                                                   | Éditions KSTЯ                     | Selección oficial del Festival de Angulema 2009 |
| La boucherie                        | 2008    |                                                   | Editions Warum                    |                                                 |
| Dans mes yeux                       | 2009    |                                                   | Editions KSTЯ                     |                                                 |
| Juju Mimi Féfé Chacha               | 2009    | Alexis de Raphelis                                | Editions Ankama                   |                                                 |
| Pour l'empire - Tome 1 : L'honneur  | 2010    | Merwan Chabane (guion) Sandra Desmazières (color) | Colección Poisson Pilote, Dargaud |                                                 |
| Tranches Napolitaines               | 2010    | Con Anne Simon, Alfred y Mathieu Sapin            | Dargaud                           |                                                 |
| Pour l'empire - Tome 2 : Les femmes | 2010    | Merwan Chabane (guion) Sandra Desmazières (color) | Colección Poisson Pilote, Dargaud |                                                 |
| Polina                              | 2011    |                                                   | Éditions KSTЯ                     | Premio de librerías especializadas              |
| Pour l'empire - Tome 3 : La fortune | 2011    | Merwan Chabane (guion) Sandra Desmazières (color) | Colección Poisson Pilote, Dargaud |                                                 |
| Les Autres Gens - Tome 1            | 04/2011 | Colectivo                                         | Dupuis                            |                                                 |
| La Famille                          |         |                                                   |                                   |                                                 |
| L'Amour                             |         |                                                   |                                   |                                                 |
| Une sœur                            | 2017    |                                                   | Casterman                         | Adaptada a la película Falcon Lake en 2022.     |